# Lemuroppia helleri
Lemuroppia helleri är en kvalsterart som beskrevs av Sandór Mahunka 1994. Lemuroppia helleri ingår i släktet Lemuroppia och familjen Oppiidae. Inga underarter finns listade i Catalogue of Life.